# Горіх грецький (Вінницьке лісництво)
Горі́х гре́цький — ботанічна пам'ятка природи місцевого значення. Розташована на території Якушинецької сільської ради Вінницького району Вінницької області (Вінницьке лісництво, кв. 72, діл.4) поблизу с. Зарванці. Оголошена відповідно до Рішення Вінницького облвиконкому від 29.08.1984 р. № 371. Охороняється цінне лісонасадження горіха волоського віком понад 70 років.